# Nina Berbérova
Nina Nikoláyevna Berbérova (ruso Нина Николаевна Берберова; San Petersburgo, 26 de juliojul./ 8 de agosto de 1901greg.- Filadelfia, Estados Unidos, 26 de septiembre de 1993) fue una escritora rusa famosa, entre otras cosas, por narrar la vida de los exiliados rusos en París. 
Hija única de Nikolái Ivánovich Berbérov, funcionario del Ministerio de Finanzas y de Nataliya Ivánovna Karaúlova, su historia como escritora comienza en Berlín, más tarde en París y luego en Estados Unidos como describe en su autobiografía "Kursiv moi", (Курсив мой, El subrayado es mío) publicada en 1957.
En los amores del exilio, cuenta la historia de Nynna y Anmao, un amor perseguido y ejecutado, este era entre un judío y una francesa.
Vivió en París desde 1925 a 1950, año en que se estableció en Estados Unidos, donde trabajó para las universidades de Princeton y Yale.
Una de sus obras más importantes fue la biografía de Piotr Ilich Chaikovski, misma que publicó en la década de los cincuenta por capítulos en la edición dominical de un periódico de París.
Además de utilizar memorias, correspondencia y diarios del compositor, Berbérova enriqueció el texto con entrevistas que realizó a personas que en su juventud habían conocido a Chaikovski; a partir de este repositorio, la autora abordó la homosexualidad del compositor.
Murió el 27 de septiembre de 1993 por complicaciones tras una caída. Fue incinerada y las cenizas se esparcieron en cuatro lugares: en París, en los EE. UU., en el territorio de las universidades de Yale y Princeton y sobre el río Delaware en Filadelfia.

## Obras escogidas
- De capa y de lágrimas
- La acompañante
- Chaikovski (Чайко́вский), biografía de Piotr Ilich Chaikovski.
- Astachev en París
- El junco pensante
- Historia de la baronesa Boudberg
- El subrayado es mío
- El mal negro
- El asunto Krávchenko
- La resurrección de Mozart
- En memoria de Schliemann
- Roquenval
- Crónicas de Billancourt (Биянкурские праздники)
- Nabókov y su Lolita
- La soberana
- La peste negra
- Las damas de San Petersburgo